# Eugenio Chiaradia
Eugenio Chiaradia (ur. 27 sierpnia 1911 w Neapolu, zm. 1977) – włoski brydżysta, profesor literatury i filozofii. Twórca systemu licytacyjnego Neapolitański Trefl.
Był graczem i teoretykiem brydża. Można uważać go za ojca włoskiego brydża nowoczesnego. Pod koniec lat 40. i w latach 50. skupiał wokół siebie wielu brydżystów z Neapolu, którzy przez wiele lat testowali, korygowali i rozwijali jego system licytacyjny.
Był liderem Blue Teamu. Grał w drużynie w latach 1956–1963, zwykle w parze z Massimo D'Alelio, ale także z Guglielmo Siniscalco lub z Pietro Forquetem, stosując swój system Neapolitański Trefl. W 1964 roku opuścił Włochy i Blue Team, przeniósł się do Brazylii, gdzie szkolił brydżystów brazylijskich.
W brydża zaczął grać w 1925 roku. Poza brydżem był kibicem piłki nożnej i tenisa.

## Dokonania brydżowe
Eugenio Chiaradia grając w drużynie Blue Team zdobył:
- 6 tytułów Mistrza Świata na Bermuda Bowl w latach: 1957, 1958, 1959, 1961, 1962, 1963.
- 4 tytuły Mistrza Europy w latach: 1956, 1957, 1958, 1959[3].

Ponadto zdobył tytuły:
- Wicemistrza Świata w 1951 roku.
- Mistrza Europy w 1951 roku[3].
- Mistrza Włoch w 1948, 1949, 1951, 1956, 1957 i 1959 roku[6].

## Publikacje
- Il mio sistema Fiori napoletano, Eugenio Chiaradia (Mursia, 1961) 408 str.
- Il nuovo Fiori napoletano, Eugenio Chiaradia (Mursia, 1967) 434 str.
- Il Fiori in 112 mani, Eugenio Chiaradia (Societa Editrice Internazionale, 1976) 350 str.